# لا آلدئا
لا آلدئا (به اسپانیایی: L'Aldea) یک شهرستان در اسپانیا است که در کاتالونیا واقع شده‌است.

## خصوصیات
لا آلدئا ۳۵٫۲۱ کیلومترمربع مساحت و ۴٬۳۷۶ نفر جمعیت دارد و ۹ متر بالاتر از سطح دریا واقع شده‌است.